# 春野寿美礼
（本名：長田雅子，12月15日出生）東京都狛江市出身，原寶塚歌劇團花組主演男役。
77期生。同期有原雪組主演男役朝海光、星組主演男役原宙組主演娘役等等。
出身校國本女子高等學校，身高168，血型AB型，愛稱（OSA，由本名的姓而來）

## 略歴
1991年，寶塚歌劇團入團，月組大劇場公演初舞台。
1992年，花組配屬。
1994年，東京寶塚劇場公演被拔擢為新人公演準主役。
1996年，新人公演初主演。
1997年，連續三部作品新人公演主演。
1999年3月，公演『冬物語』為公演初主演。
2002年，東京寶塚劇場公演因主演男役休演，得到代役主演的機會。
同年8月，退團後，以（中大兄皇子／福岡・博多座公演）開始就任主演男役（已入團12年）。
寶塚大劇場之主演男役披露目為同年10月的。

相手役之主演娘役前後共有3位，從『／』到為止是，從到『／』為止是，從『Appartement Cinéma』到最後是。
2007年12月24日，以退團，繼任者為81期生真飛聖。
現育有兩名女兒

## 印象
被評為具有歌唱實力的正統派男役。深具演技和舞台魅力的主演男役。
自2001年12月開始到退團為止，兼任日本三井住友VISA的代言人。

## 主要舞台
- 1996年，
- 1997年，
- 1997年，
- 1998年，
- 1999年，
- 1999年，「冬物語」
- 1999年，
- 2000年，
- 2000年，
- 2001年，「
- 2001年，「
- 2002年，

### 花組主演男役時代
- 2002年8月，博多座公演「／」
- 2002年10月，「伊丽莎白--愛與死的輪舞曲」 - 死神

- 2003年3月，公演
- 2003年5月，
- 2003年10月，「／」

- 2004年1月，
- 2004年5月，全國巡演
- 2004年8月，「／舞夢!」
- 2004年12月，公演

- 2005月03月，
- 2005年11月，「／

- 2006年3月，公演「Appartement Cinéma」
- 2006年6月，
- 2006年11月，全國巡演

- 2007年2月，「／」
- 2007年7月，梅田藝術劇場公演
- 2007年9月，

## 相關連結
- 寶塚歌劇團 （页面存档备份，存于）
- 東京都會電視台網站春野寿美礼簡介cafe break バックナンバー春野寿美礼，存档于Archive.today（存檔日期 20250423）